# Mohamed Hamadi
Mohamed Hamadi (13 de julio de 1985) es un deportista emiratí que compite en atletismo adaptado. Ganó cinco medallas en los Juegos Paralímpicos de Verano entre los años 2012 y 2020.

## Palmarés internacional
| Juegos Paralímpicos | Juegos Paralímpicos     | Juegos Paralímpicos | Juegos Paralímpicos |
| Año                 | Lugar                   | Medalla             | Prueba              |
| ------------------- | ----------------------- | ------------------- | ------------------- |
| 2012                | Londres (Reino Unido)   | Medalla de plata    | 200 m T34           |
| 2012                | Londres (Reino Unido)   | Medalla de bronce   | 100 m T34           |
| 2016                | Río de Janeiro (Brasil) | Medalla de oro      | 800 m T34           |
| 2020                | Tokio (Japón)           | Medalla de plata    | 800 m T34           |
| 2020                | Tokio (Japón)           | Medalla de bronce   | 100 m T34           |